# MAGOH
MAGOH (англ. Mago homolog, exon junction complex core component) – білок, який кодується однойменним геном, розташованим у людей на короткому плечі 1-ї хромосоми.  Довжина поліпептидного ланцюга білка становить 146 амінокислот, а молекулярна маса — 17 164.
| 10         |  | 20         |  | 30         |  | 40         |  | 50         |
| ---------- |  | ---------- |  | ---------- |  | ---------- |  | ---------- |
| MESDFYLRYY |  | VGHKGKFGHE |  | FLEFEFRPDG |  | KLRYANNSNY |  | KNDVMIRKEA |
| YVHKSVMEEL |  | KRIIDDSEIT |  | KEDDALWPPP |  | DRVGRQELEI |  | VIGDEHISFT |
| TSKIGSLIDV |  | NQSKDPEGLR |  | VFYYLVQDLK |  | CLVFSLIGLH |  | FKIKPI     |

A: Аланін

C: Цистеїн

D: Аспарагінова кислота

E: Глутамінова кислота

F: Фенілаланін

G: Гліцин

H: Гістидин

I: Ізолейцин

K: Лізин

L: Лейцин

M: Метіонін

N: Аспарагін

P: Пролін

Q: Глутамін

R: Аргінін

S: Серин

T: Треонін

V: Валін

W: Триптофан

Задіяний у таких біологічних процесах як регуляція трансляції, процесінг мРНК, сплайсінг мРНК, транспорт, транспорт мРНК, ацетиляція. 
Білок має сайт для зв'язування з РНК. 
Локалізований у цитоплазмі, ядрі.